# Weber-Karde
Die Weber-Karde (Dipsacus sativus (L.) Honck., Synonym: Dipsacus fullonum Huds. non L.), auch Rau-, Woll- oder Tuchkarde, wird auch Kardendistel oder Kardel genannt und ist eine Pflanzenart aus der Unterfamilie der Kardengewächse (Dipsacoideae). Heute wird sie oft auch nur als eine Unterart (Dipsacus fullonum L. subsp. sativus (L.) Thell.) der Wilden Karde (Dipsacus fullonum L.) aufgefasst.

## Beschreibung

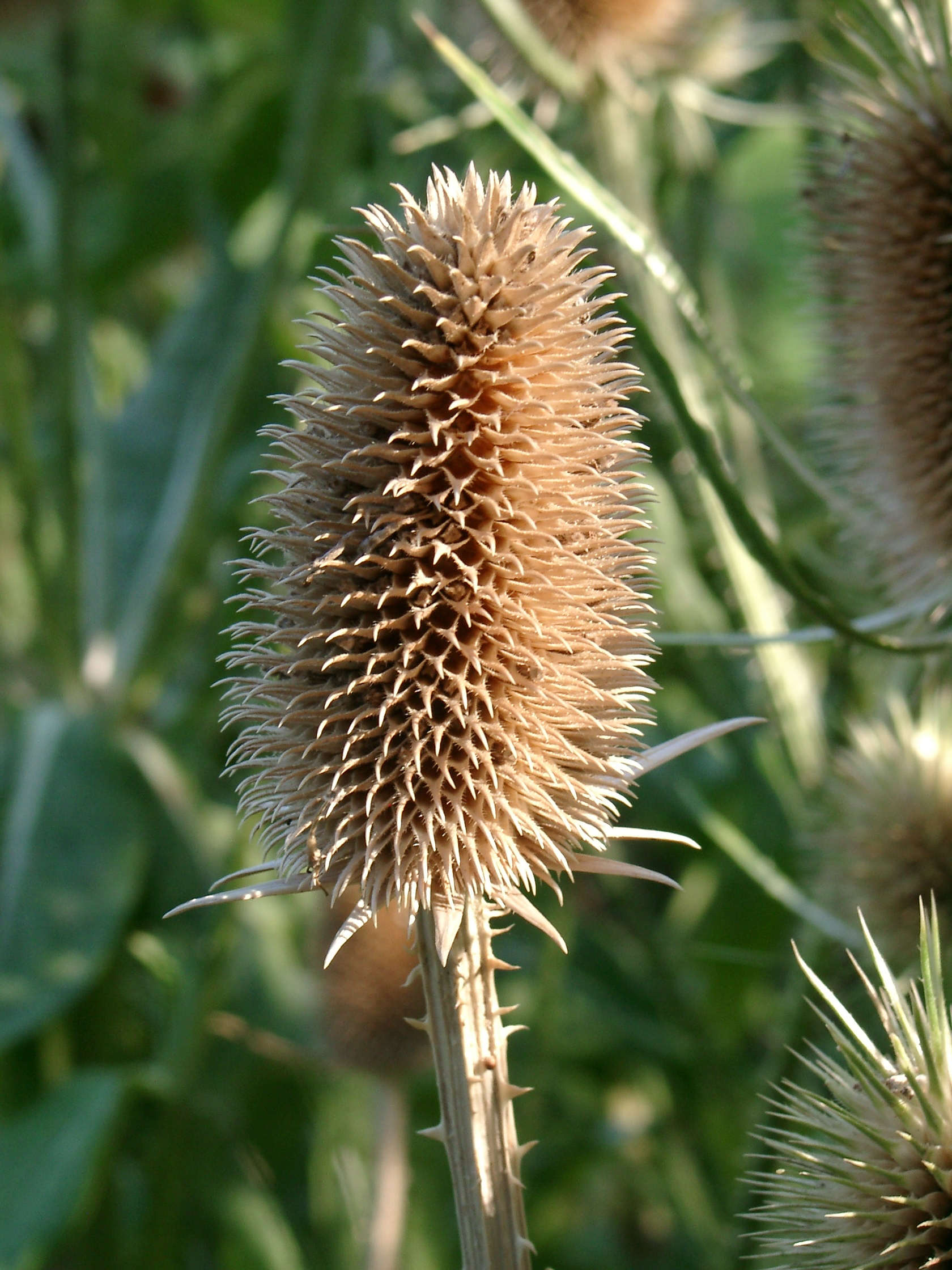
Reife Weber-Karde

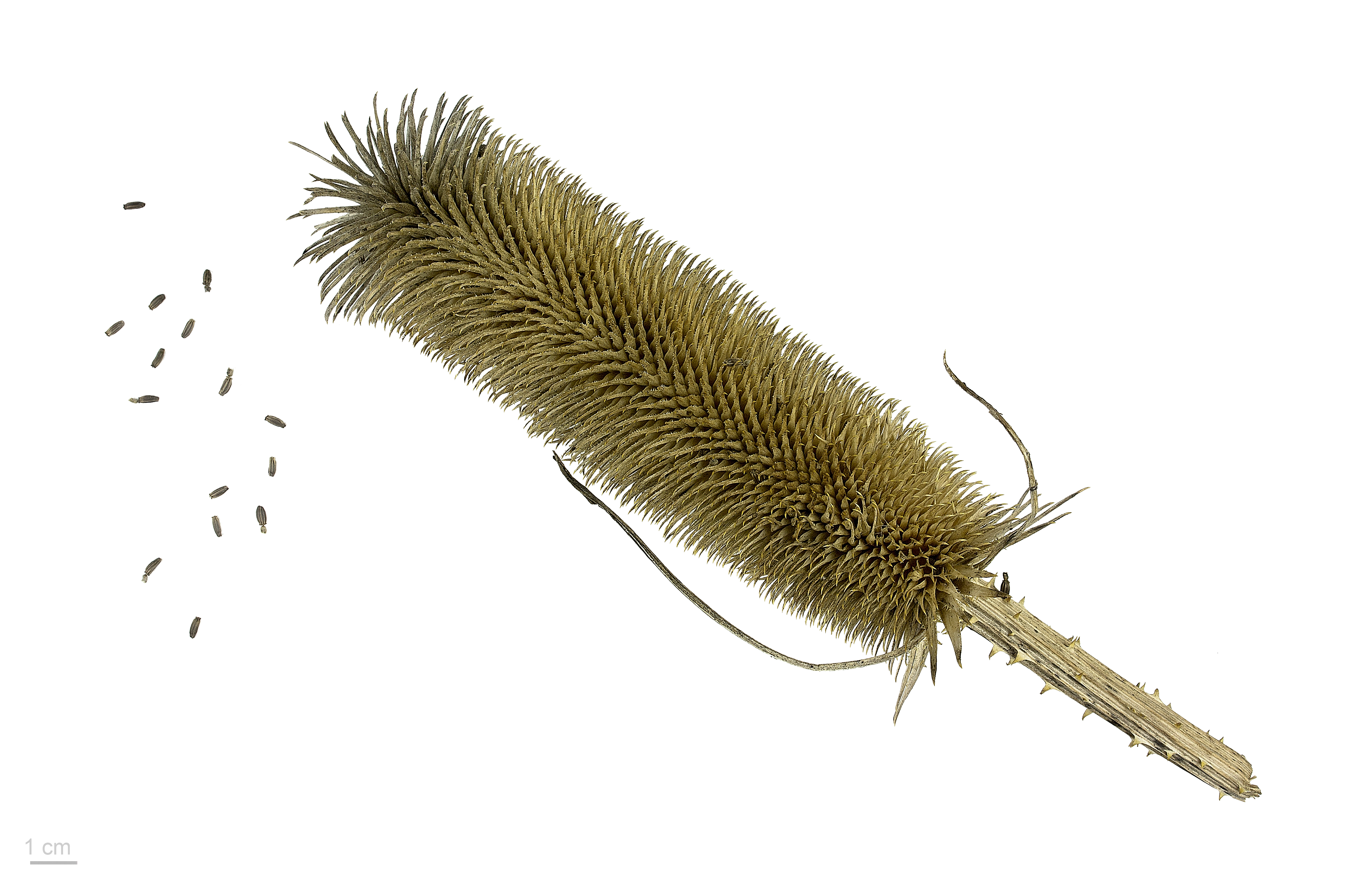
Dipsacus sativus, Fruchtstand und Samen

Die Weber-Karde ist, wie die sehr ähnliche Wilde Karde, eine zweijährige Pflanze. Bei der Weber-Karde stehen die Hüllblätter waagrecht ab, während sie bei der Wilden Karde nach oben gebogen sind. Darüber hinaus sind ihre Spreublätter breiter, kürzer, starr und an der Spitze nach rückwärts gekrümmt. Diese hakenförmige Krümmung macht die Karde für die Textilindustrie nutzbar.
Die Chromosomenzahl beträgt 2n = 18.

## Verwendung
Der Name Weberkarde (oder auch Weberdistel und Wolfskamm) leitet sich davon ab, dass die dornenförmigen, aber elastischen Spitzen des getrockneten Fruchtstandes geeignet sind, um die Oberfläche von Wollgeweben aufzurauen, ohne sie zu zerreißen. Es wird so eine flanellartige flauschige Oberfläche erzeugt. Zahlreiche Fruchtstände wurden längs durchbohrt und in einer Achse rotierend neben- und hintereinander auf einem Gerät montiert, das über den Wollstoff geführt wurde. Eine Darstellung aus einem der Hausbücher der Nürnberger Zwölfbrüderstiftung von 1545 zeigt einen „Kardenmacher“, der diese Geräte bereits so herstellte. Weitere Abbildungen aus demselben Buch zeigen einen „ferber“ (Färber) und einen Tuchmacher, wie sie die Karde verwenden, um den Stoff zu kämmen. Nach einigem Gebrauch sind die Spitzen abgenutzt und die Fruchtstände müssen ersetzt werden, deshalb verwenden modernere Kratzen Draht. Aufgrund dieser Verwendung war die sogenannte Distelkarde das Innungszeichen der Tuchmacher. Heute findet diese aufwändige Methode nur noch bei der Herstellung von hochwertigen Wollstoffen, u. a. Filz für Billardtische, Verwendung.

## Verbreitung und Standort
Die früher auch als Labrum veneris, Virga pastoris und „weiße Distel“ bezeichnete Weber-Karde ist in unseren Breiten als Kulturpflanze bekannt und kommt wild nur im westlichen Mittelmeerraum vor. Möglicherweise stammt sie ursprünglich von Dipsacus ferox ab. Die Weber-Karde wurde im 19. Jahrhundert aus Frankreich nach Deutschland importiert und großflächig kultiviert. Das letzte kommerzielle Anbaugebiet im deutschsprachigen Raum befand sich im österreichischen Mühlviertel; die dortige Kardengenossenschaft wurde 1955 aufgelöst.
Die Wilde Karde ist als Unkraut in Europa und Vorderasien, auf steinigen kalk- und stickstoffhaltigen Böden, in Auwäldern und an Böschungen bis auf eine Höhe von 1000 Metern verbreitet.
Die verwilderte echte Weber-Karde dagegen wird in neueren Florenwerken für Deutschland als „verschollen“ bezeichnet. Fundmeldungen sind regelmäßig auf die Verwechslung mit der Wilden Karde zurückzuführen. Dies gilt auch häufig für Angebote von Samenhandlungen.

## Wappenzeichen
In Grün dargestellt findet sich eine Weber-Karde im Wappen von Katsdorf, Mühlviertel, Oberösterreich. Auch das oberschwäbische Baienfurt führt so die Pflanze.
Der Heimatverein Katsdorf und Umgebung, der das Karden- und Heimatmuseum Katsdorf betreibt, hat 3 Weber-Karden in seinem ovalen Signet.